# Hermannsroda
Hermannsroda is een plaats in de Duitse gemeente Leimbach in  Thüringen. De gemeente maakt deel uit van het Wartburgkreis.  Hermannsroda wordt voor het eerst genoemd in een oorkonde uit 1202.